# Nanterre-La Folie (stanice RER v Paříži)
Nanterre-La Folie je železniční stanice ve městě Nanterre nedaleko Paříže. Stanice leží na okraji obchodní čtvrti La Défense v blízkosti multifunkčního stadionu Paris La Défense Arena. Původní nákladové nádraží bylo přestavěno a od roku 2024 jej využívají příměstské vlaky linky RER E.

## Historie
První vlaky dojely do čtvrti Folie již v roce 1837, kdy byl zahájen provoz na železniční trati z Paříže do Saint-Germain-en-Laye. V roce 1843 se tato trať stala odbočkou nové železnice spojující hlavní město Francie s přístavem Le Havre. V roce 1909 zde Státní správa železnic (Administration des chemins de fer de l'État) postavila dílny, které byly během první světové války využívány armádou. V meziválečném období dílny sloužily pro údržbu elektrických vlaků, svršku i zabezpečovacího zařízení. Od roku 1941 je v provozu školicí středisko. Železniční dílny ukončily provoz v roce 1995.
Stanice Nanterre-La Folie prošla v letech 2017 až 2024 rozsáhlou přestavbou. Od 6. května 2024 je novou konečnou pro příměstské vlaky linky RER E, které dříve končily ve stanici Haussmann - Saint-Lazare. Nanterre-La Folie zůstane konečnou pro vlaky přijíždějící z Paříže i po prodloužení RER E na západ do Mantes-la-Jolie. Naopak spoje z Mantes-la-Jolie ukončí svou jízdu ve pařížské stanici Magenta. 

## Další rozvoj
Po roce 2030 by zde měla vzniknout stejnojmenná stanice linek metra 15 a 18, které jsou součástí velkého projektu Grand Paris Express. Na rok 2040 je plánováno zahájení provozu na lince 19 pařížského metra, která bude spojovat Nanterre a Letiště Charlese de Gaulla.

## Galerie

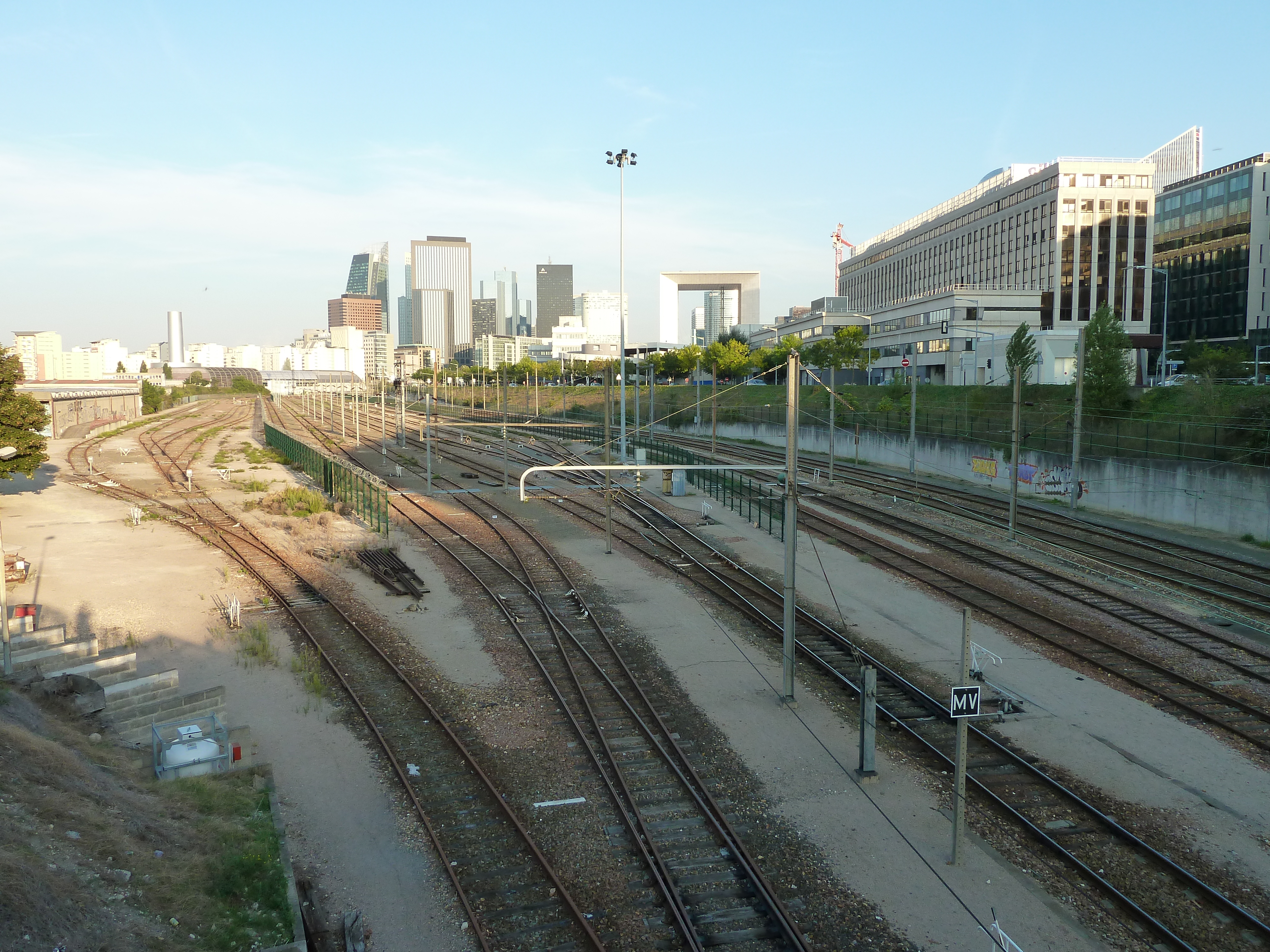
Nákladové nádraží v roce 2010
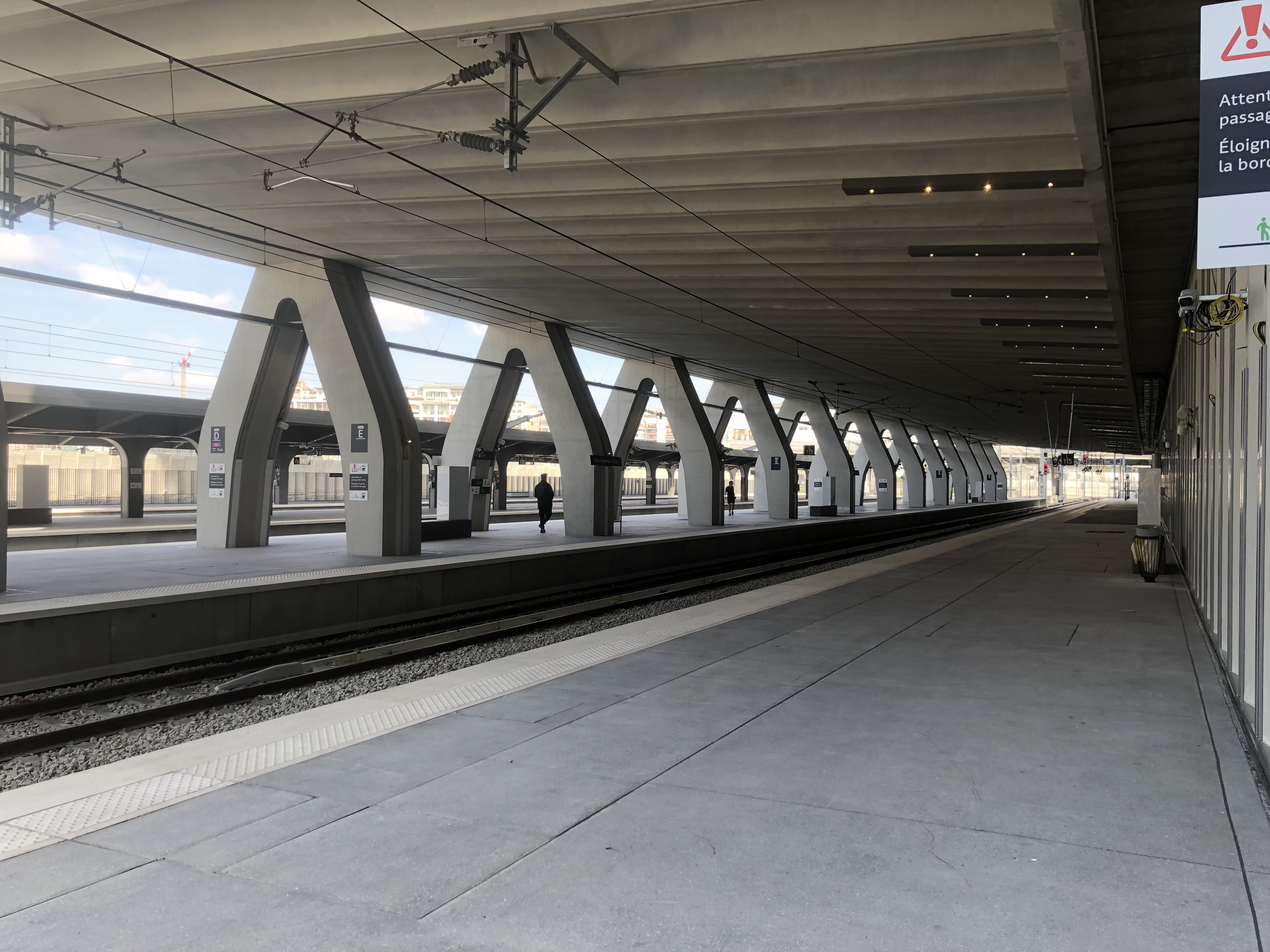
Částečně zakryté nástupiště u koleje F
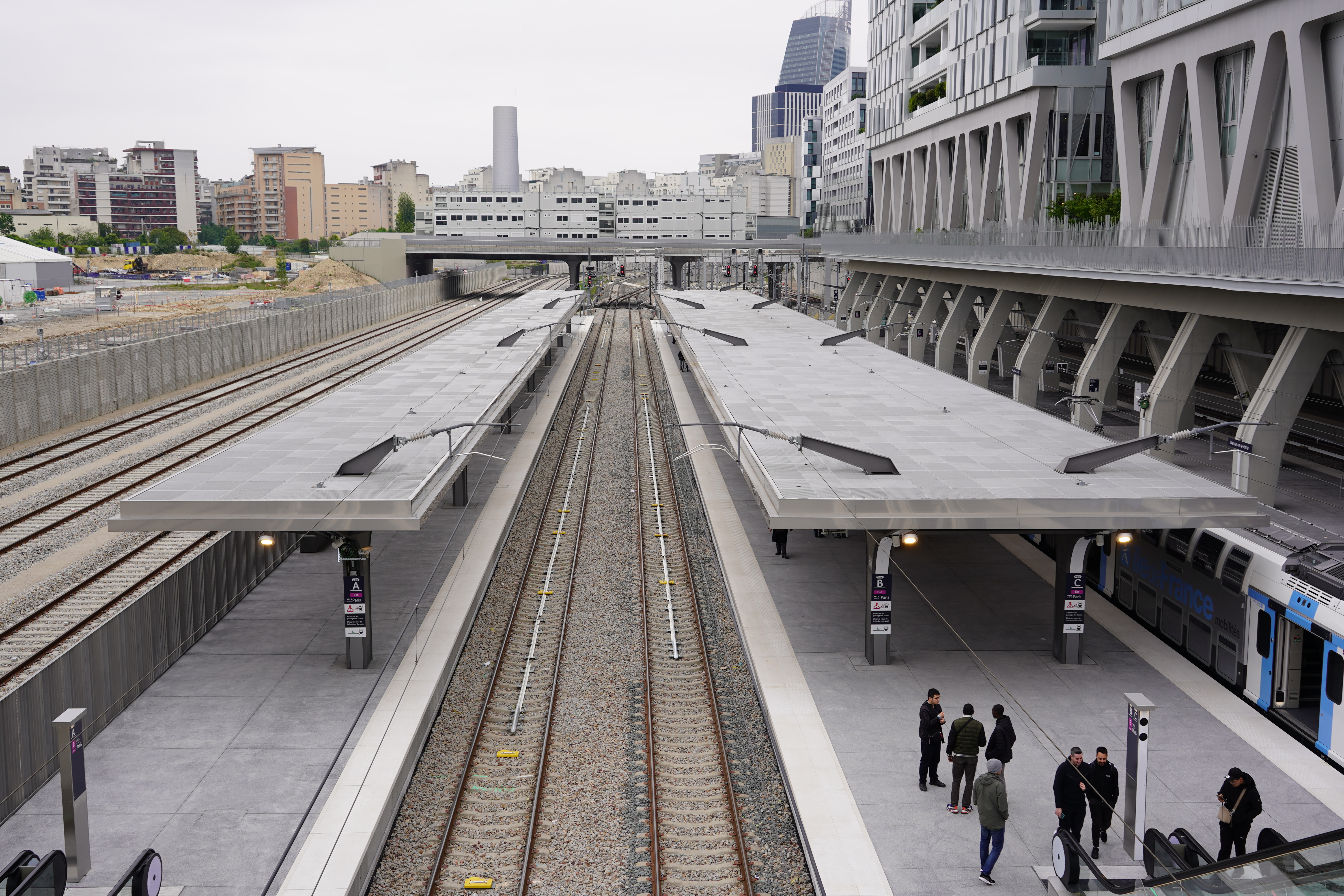
Nástupiště linky RER E
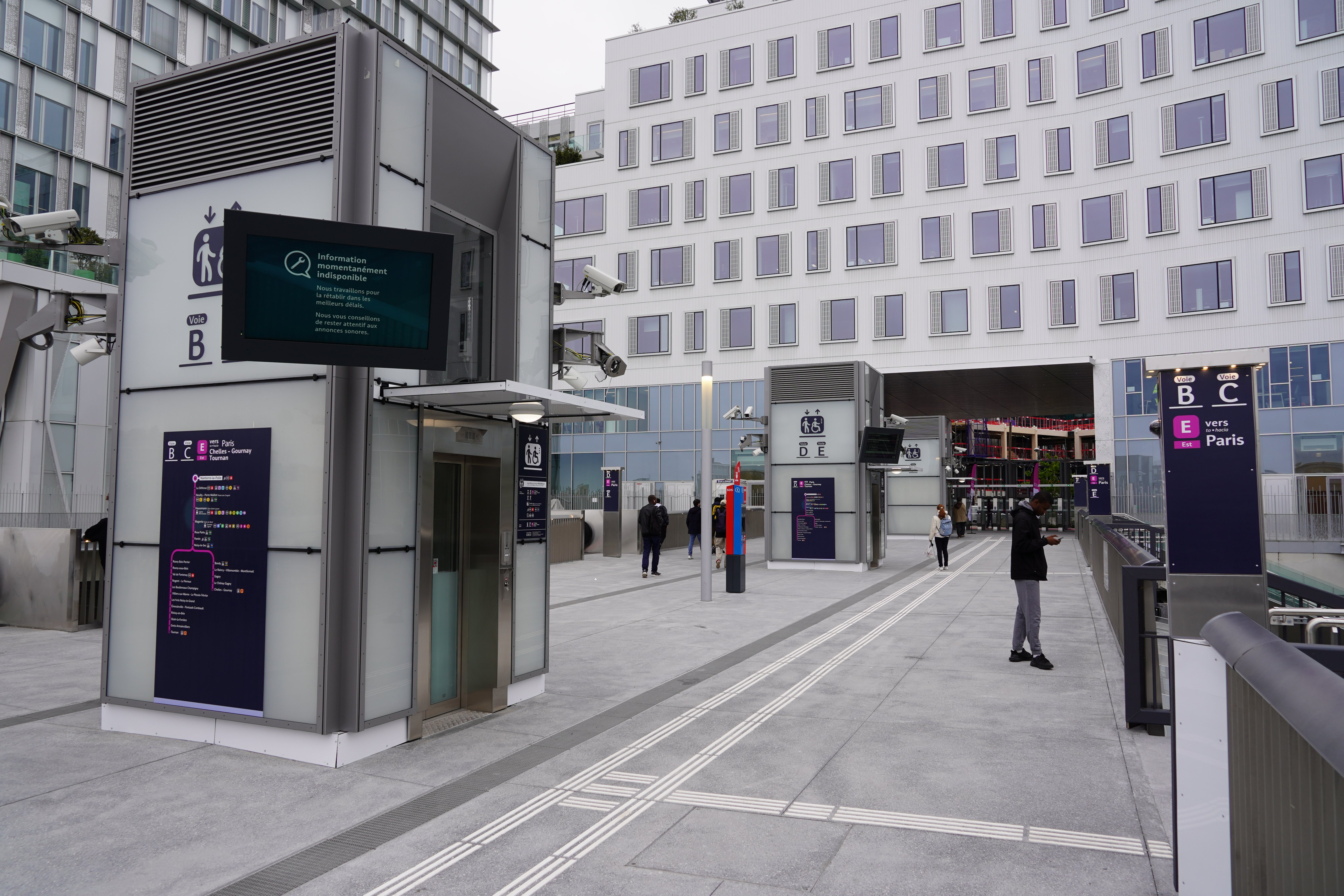
Nadchod nad nástupišti
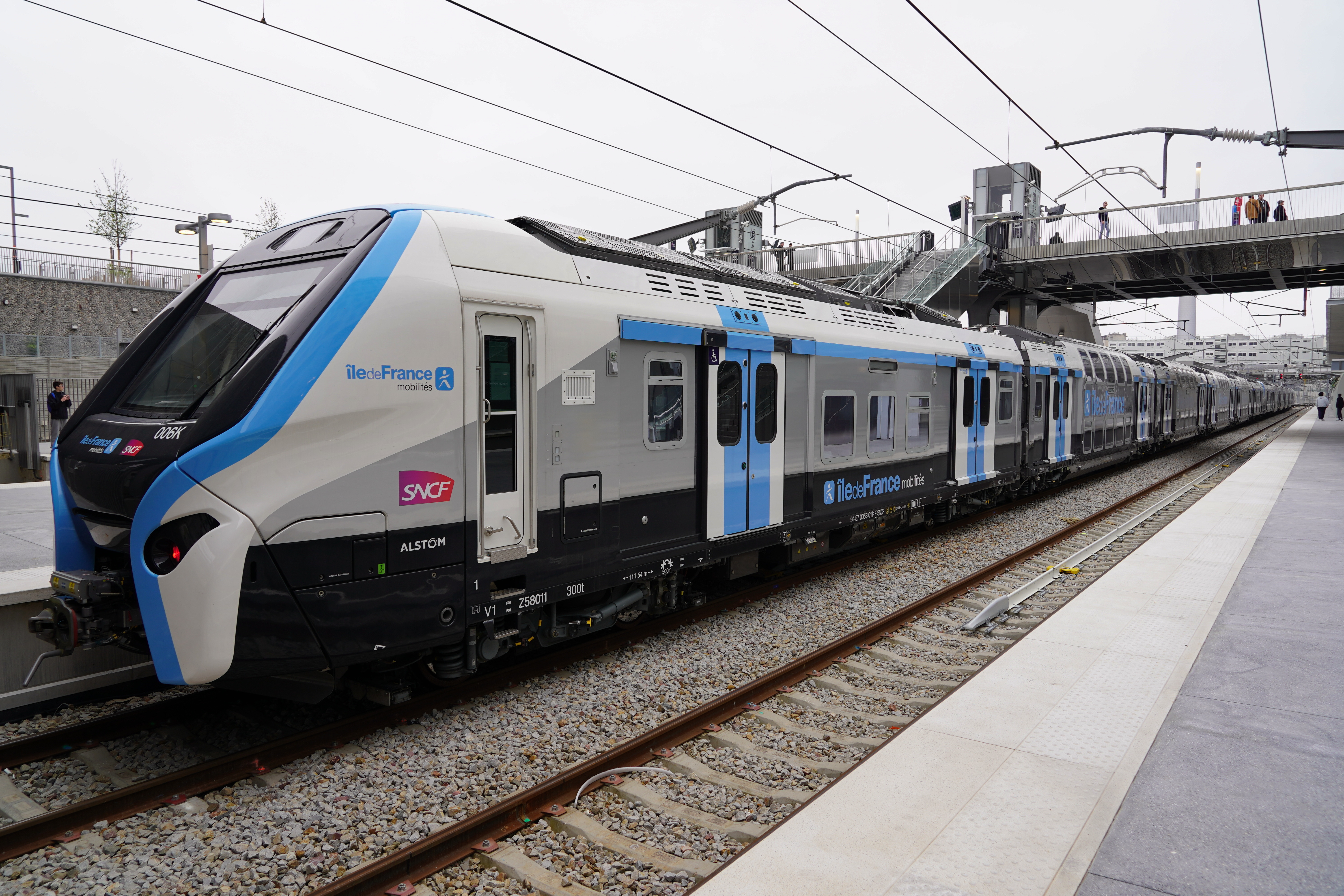
Souprava RER NG